# The Peninsula (Neuseeland)
The Peninsula ist eine Halbinsel im Lake Wānaka, in der Region Otago auf der Südinsel von Neuseeland.

## Geographie
Die Halbinsel befindet sich rund 5,6 km nördlich des Stadtzentrums von Wanaka, zwischen dem Stevensons Arm auf der Ostseite und dem Lake Wānaka auf der Westseite. Die längliche Halbinsel verfügt über eine Länge von rund 8,6 km in Nordnordwest-Südsüdost-Richtung und misst an der breitesten Stelle  am südlichen Ende rund 3,0 km in Ost-West-Richtung. Die Oberflächenstruktur der 21 km² großen Halbinsel ist gebirgig mit der höchsten Erhebung mit 1010 m im nördlichen Teil. Über fast der gesamten Länge erhebt sich der Bergrücken der Insel zwischen 800 m und etwas über 1000 m.
Westlich von The Peninsula erstreckt sich die Roys Peninsula in westliche Richtung und in einer Entfernung von 1,65 km ist mit Mou Tapu eine Insel im Lake Wānaka zu finden. Rund 1,5 km in nordnordwestlicher Richtung befindet sich Mou Waho, die zweite größere Insel im See.